# Computer Games Magazine
Computer Games Magazine — американський журнал, присвячений комп'ютерним іграм, що виходив з 1988 по 2007 рік. До 2000 року журнал був відомий під назвою Computer Games Strategy Plus і був заснований як Games International у Великій Британії. Журнал висвітлював широкий спектр ігрових платформ та жанрів, але основною тематикою журналу були комп'ютерні стратегічні ігри.

## Історія
Першим головним редактором Games International був Браян Волкер з Великої Британії. Його змінив Стівен Вартовський, а потім Стів Бауман. Журнал був куплений у Волкера Єлем Брозеном, власником служби доставки комп'ютерних ігор поштою Chips 'n Bits. Редакція журналу базувалася в Річмонді, штат Вермонт.
Computer Games Magazine публікував новини, рецензії, прев'ю, колонки розробників ігор, лідерів індустрії, вчених та письменників від індустрії комп'ютерних ігор. Ігри оцінювалися за п'ятибальною шкалою.
Восени 2006 року почав виходити дочірній журнал MMO Games Magazine.
13 березня 2007 року видавець Theglobe.com оголосив про те, що обидва журнали Computer Games Magazine і MMO Games Magazine будуть закриті, у зв'язку з тим, що компанія змушена виплачувати багатомільонний штраф, після того як за рішенням суду вона була визнана винною в розсиланні спаму через соціальну мережу MySpace.
У жовтневому номері за 2007 рік журналу Games for Windows: The Official Magazine було опубліковано лист всім читачам Computer Games Magazine, в якому повідомлялося, що всі, у кого є дійсна підписка, отримуватимуть журнал Games for Windows.

## В інших країнах
Усе ще видається грецька версія Computer Games Magazine. Раніше виданням володів невеликою видавничий дім Hyperpress, який 2006 року продав журнал разом з грецькою версією GamePro видавництву Motorpress.
Існувала також мексиканська версія журналу.